# Osireion

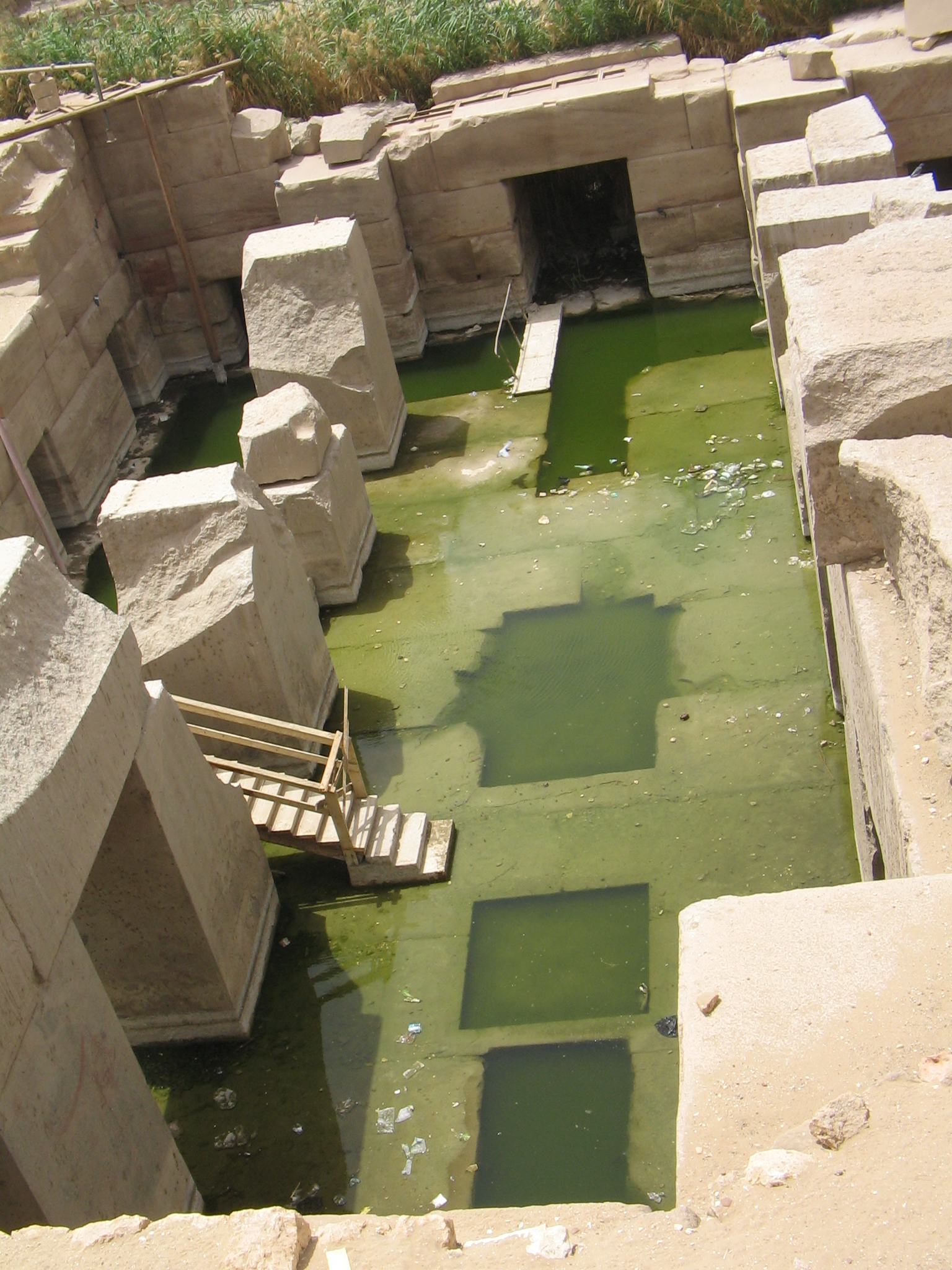
L'Osirion sul retro del tempio di Seti I ad Abido. L'entrata sotterranea si trova in cima all'immagine

L'Osirion, o Osireion, si trova ad Abido sul retro del tempio di Seti I. Si tratta di una parte integrante del complesso funerario di Seti I, e fu costruito per somigliare ad una delle tomba della XVII dinastia egizia presenti nella valle dei Re.

## Descrizione
Fu scoperto dagli archeologi Flinders Petrie e Margaret Murray, i quali lo scavarono nel 1902-1903. L'Osireion fu costruito originariamente ad un livello molto basso delle fondamenta del tempio di Seti, che regnò dal 1294 al 1279 a.C. Anche se non c'è pieno consenso riguardo alla sua età, nonostante il fatto che sia situato ad un livello più basso delle strutture vicine, e che mostri un approccio architettonico molto diverso, Peter Brand disse che "può essere datato con sufficiente certezza al regno di Seti".